# Jasmund (Adelsgeschlecht)

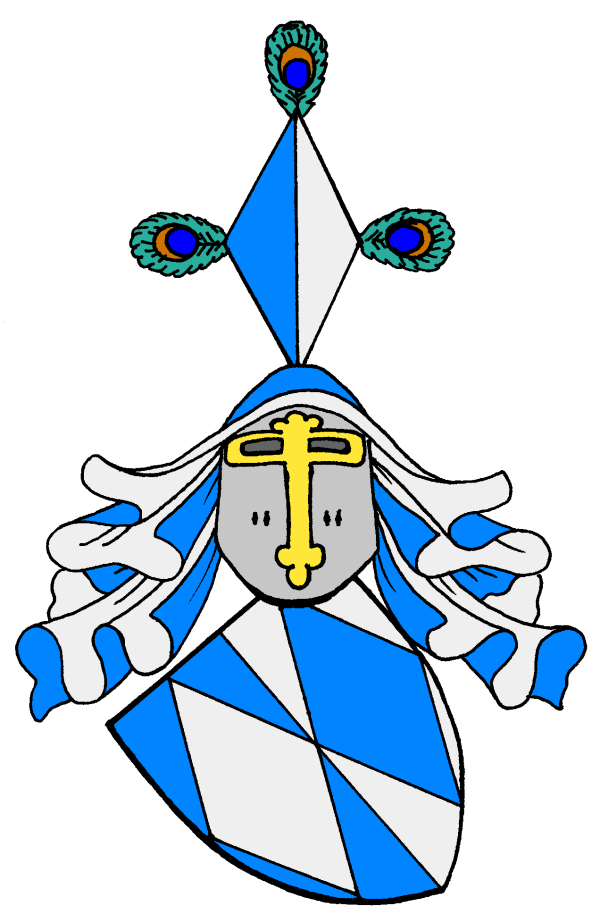
Wappen derer von Jasmund

Jasmund ist der Name einer alten, ursprünglich rügischen Adelsfamilie, die sich nach Pommern, Mecklenburg-Strelitz, Brandenburg-Preußen und Dänemark und darüber hinaus ausbreitete.

## Geschichte
Die Familie hat ihren Ursprung auf der Rügischen Halbinsel Jasmund von der sie auch ihren Namen entlehnt. Hier wurden am 9. Dezember 1320 erstmals die Brüder Dragomero und Hermanno urkundlich genannt, als sie vom Fürsten Wizlaw III. die Güter Polchow, Glowe und Berfevort für 1800 Mark erwarben.
Die Jasmund aus der 1649 im Mannesstamm erloschenen Linie Spycker stellten mit Henning Jasmund (1432), Balzer Caspar Jasmund (1524–1525) und Balzer Jasmund (1595–1602) dreimal den Landvogt von Rügen.
Mit Hans von Jasmund, urkundlich genannt 1483–1554, beginnt die gesicherte Stammreihe der Linie Vorwerk, die im Folgenden weite Verbreitung erfuhr und auch immer wieder bedeutende Ämter in Verwaltung und Armee ihrer jeweiligen Heimatländer besetzen konnte. Sein Sohn Christoph (Christoff) von Jasmund wurde Stammvater aller mecklenburgischen Jasmund. 1566 wird er als (Amts-?) Hauptmann zu Goldberg genannt, 1574 als Hofmarschall des Herzogs Ulrich von Mecklenburg-Güstrow. 1581 empfing er jenes Rödlin und weiteren Gütern im Stargardischen Kreis (später: zum Landesteil Mecklenburg-Strelitz gehörend). die er 1574 nach herzoglicher Zustimmung bereits 1570, von Henning von Behr (1542–1580), einem Verwandten seiner Mutter, als Lehen. Sein Urenkel, Adam Friedrich von Jasmund (1671–1734) wird um 1713 als Hofmarschall des Herzogs Adolf Friedrich III. von Mecklenburg-Strelitz erwähnt.
Die Besitzungen im mecklenburgischen Südosten (Rödlin, Cammin, Groß Schönfeld, Carpin, Friedrichsfelde, Hoffelde, Godendorf, Möllenbeck, Trollenhagen) blieben ab 1581 – ungeachtet kurzer Verwerfungen als Folge des Dreißigjährigen Krieges – für mehr als zwei Jahrhunderte in den Familie. Ebenso konnte über drei Generationen im Ritterschaftlichen Amt Stargard die Besitzung Godenswege gehalten werden.
Im Einschreibebuch des Klosters Dobbertin befinden sich fünf Eintragungen von Töchtern der Familien von Jasmund aus Cammin aus den Jahren 1713–1780 zur Aufnahme in das dortige adelige Damenstift.
Die Familie Carl Friedrich von Jasmund besaß von 1759 bis 1803 das Gut Groß Schönfeld bei Blankensee in Mecklenburg.

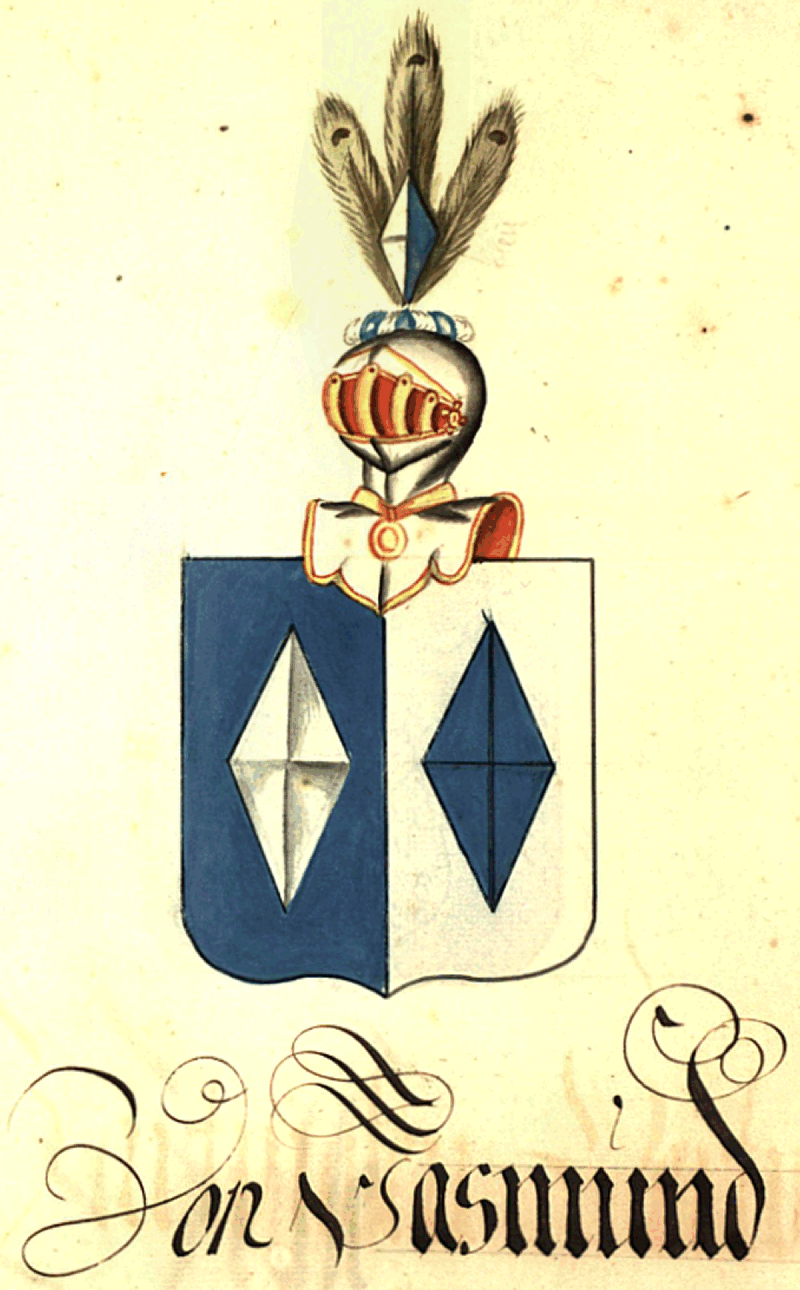

## Wappen
Das Wappen zeigt in dem von Blau und Silber gespaltenen Schild zwei Rauten verwechselter Farbe. Auf dem Helm mit blau-silbernen Decken eine an den Ecken mit natürlichen Pfauenspiegeln besteckte blau-silber gespaltene Raute.

## Bekannte Namensträger
- Stenzel von Jasmund († 1646), dänischer Vize-Admiral
- Christoph Friedrich von Jasmund (1622–1708), mecklenburgischer Landrat, 1659–1674 Klosterhauptmann im Kloster Dobbertin
- Karl von Jasmund (1673–1732), mecklenburgischer Landrat
- Karl Andreas von Jasmund (1685–1752), polnisch-sächsischer General der Infanterie
- Ludwig Helmuth Heinrich von Jasmund (1748–1825), 1807–1808 Chef des Departements der Finanzen im württembergischen Staatsministerium
- Carl von Jasmund (1782–1847), preußischer Landrat
- Viktor von Jasmund (1814–1875), preußischer Generalmajor
- Julius von Jasmund (1827–1879), deutscher Generalkonsul in Alexandria, Journalist und Historiker